# Henry Cornelius
Henry Cornelius (18 de agosto de 1913 – 2 de maio de 1958) foi um diretor, produtor e roteirista sul-africano. Dirigiu cinco filmes entre os anos de 1949 e 1958.